# Die Kinder des Monsieur Mathieu
Die Kinder des Monsieur Mathieu (Originaltitel: Les Choristes) ist ein französisch-schweizerischer Kinofilm aus dem Jahr 2004. Er gehört zu den erfolgreichsten französischen Filmen der 2000er Jahre, allein in Frankreich lockte er gut achteinhalb Millionen Besucher in die Kinos. Der Filmstart in Deutschland und der Deutschschweiz war am 2. September 2004 (Österreich: 3. September). Als Drehbuchvorlage diente der Film La cage aux rossignols (Der Nachtigallenkäfig) von 1945. Bei der Neuverfilmung wurden die Rollen der Kinder durchgängig mit Laien besetzt. Dabei spielt der Chorgesang inhaltlich und atmosphärisch eine wichtige Rolle. Die Musikaufnahmen sang der Kinderchor Les Petits Chanteurs de Saint-Marc (Die kleinen Sänger von Sankt Markus) aus Lyon ein, dem auch Jean-Baptiste Maunier angehörte, dessen Schauspiel- und Gesangskarriere mit diesem Film begann.

## Handlung
Rahmenhandlung: Pierre Morhange, ein berühmter Dirigent, erfährt in New York vom Tod seiner Mutter. Er fliegt nach Frankreich, um an der Beerdigung teilzunehmen. Anschließend besucht ihn Pépinot, sein früherer Schulkamerad aus dem „Fond de l’Étang“ (französisch „Grund des Teiches“), einem Internat für Jungen aus schwierigen Verhältnissen. Pépinot überreicht Morhange das Tagebuch ihres damaligen Aufsehers Clément Mathieu, das längst vergessene Erinnerungen weckt.
1949: Clément Mathieu kommt als erfolgloser Musiker ins Internat, um dort als Aufseher (Pedell) für die Schüler zu arbeiten. Am Tor steht der kleine Pépinot, der wie jeden Samstag auf seinen Vater wartet. Der Waise Pépinot glaubt, dieser werde ihn abholen, obwohl er, wie die Mutter, im Krieg gestorben ist. Der Hausmeister Maxence führt Mathieu zu Rachin, dem Internatsdirektor, der sich über Mathieus verspätete Anreise beklagt. Als Maxence bei einem Schülerstreich verletzt wird, lässt Rachin zum Appell läuten. Da sich niemand zu seiner Schuld bekennt, wird Mathieu von Rachin aufgefordert, für die Bestrafung einen beliebigen Jungen aus einer Namensliste auszusuchen und es trifft den rechtschaffenen Schüler Boniface zuerst. Der Direktor kündigt an, weiter jeden Schüler nacheinander in den Karzer zu stecken, bis sich der Schuldige meldet oder gemeldet wird. Mathieus Vorgänger Régent verrät Mathieu den Schuldigen: Le Querrec. Statt ihn an den Direktor zu verraten, verpflichtet Mathieu den Jungen, sich in den Pausen um den verletzten Maxence zu kümmern.
Nachdem Mathieu eines Abends die Jungen ein Spottlied über seinen Granatenschädel (schief) hat singen hören, kommt ihm die Idee, den Knaben das Singen beizubringen. Er beginnt erste Melodien zu komponieren. Als Pierre Morhange, ein laut Régent besonders schlimmer Schüler, den Direktor mit einer Zeichnung verärgert, muss er in den Karzer. Während er dort einsitzt, will ihn seine Mutter Violette außerplanmäßig besuchen; Mathieu soll sie wegschicken. Er erklärt ihr, sie könne ihren Sohn nicht sehen, da er gerade beim Zahnarzt ist und es nichts Schlimmes sei. Mathieu ist hingerissen von der schönen Frau und verliebt sich in sie.
In der nächsten Unterrichtsstunde lässt Mathieu die Jungen vorsingen und teilt sie nach Stimmlagen ein. Er will einen Chor gründen, doch als er Rachin um Erlaubnis bittet, ist dieser wenig begeistert. Er lässt Mathieu jedoch gewähren.
Der nun vom Direktor legitimierte Chor probt stetig und wird immer besser. Pierre Morhange, der nach den Wochen im Karzer zusätzlich zu gemeinnütziger Arbeit gezwungen wird, lauscht den Chorproben. Nach einer Probe schleicht er sich ins Klassenzimmer und beginnt, für sich allein zu singen. Einige Zeit später wird er von Mathieu ertappt. Dieser ist von Morhanges Stimme begeistert. Er bekommt eine Ansage, wird zum Musikunterricht verpflichtet, bekommt fortan Einzelunterricht und soll den Chor als Solosänger unterstützen.
Bereits im Februar ist der stark aggressive Mondain an die Schule gekommen, der seitdem Schüler wie Lehrer drangsaliert. Als er während einer Sportstunde verschwindet und Rachin wenig später den Verlust von 2000 Francs beklagt, ist der Direktor außer sich. Er macht in seiner Wut Mathieu und den Sportlehrer Chabert dafür verantwortlich und verbietet den Chor. Außerdem muss er die Bestellung neuer Kohle zum Heizen erneut aussetzen, da fast alle Ersparnisse gestohlen wurden. Chabert ermutigt Mathieu, sich über das Chorverbot und die Anordnung strikter Disziplin hinwegzusetzen, und verwendet die persönlichen Holzvorräte des Direktors, um den Jungen nach Wochen die erste heiße Dusche zu ermöglichen. Von nun an probt der Chor „im Untergrund“.
Als Mondain einige Tage später von der Polizei zurückgebracht wird, versucht Rachin den Verbleib des Geldes aus ihm herauszuprügeln. Nach vielen Schlägen ins Gesicht springt Mondain auf und versucht, Rachin zu erwürgen, wird aber vom herbeieilenden Chabert und dessen Kollegen daran gehindert. Rachin lässt ihn nun endgültig wegen Diebstahls und Mordversuchs von der Polizei verhaften.
Morhange muss in den folgenden Tagen mit ansehen, wie Mathieu mehr Zeit mit seiner Mutter verbringen kann als er selbst. Während Mathieu ihr von Morhanges verbesserten Leistungen im Unterricht und seinem außergewöhnlichen Gesangstalent berichtet, wird er aus dem Fenster im Obergeschoss von Morhange mit Tinte überschüttet. Als Mutter und Lehrer anschließend erfahren, wer für den Streich verantwortlich ist, verlässt die Mutter enttäuscht und beschämt das Internat. Zur Strafe streicht Mathieu Morhanges Solostellen im Chor. Bei einem späteren Treffen zwischen Mathieu und Morhanges Mutter eröffnet diese ihm, sie habe einen Ingenieur kennen gelernt, mit dem sie für ein gemeinsames Leben nach Lyon ziehen werde – Mathieu ist zutiefst enttäuscht.
Als sich herumspricht, dass die Problemjungen erfolgreich als Chor proben, will auch Madame la Comtesse, eine Gönnerin der Schule, den Chor singen hören. Der Direktor ist zwar empört über den Fortbestand des Chores, möchte aber bei der Comtesse keinen schlechten Eindruck erwecken und lässt die Jungen vorsingen. Während des Auftritts darf Morhange sein früheres Solo wieder singen, er ist glücklich und dankbar und versöhnt sich mit Mathieu.
Durch einen überraschenden Fund in einem „geheimen“ Versteck wird klar, dass nicht, wie vermutet, Mondain das Geld gestohlen hat, sondern ein Junge namens Corbin, der Mathieu ursprünglich mit seinem „falschen“ Gesang auf die Idee des Chores gebracht hatte. Mathieu berichtet dem Direktor von Mondains Unschuld. Rachin kümmert die Klarstellung allerdings nicht, da er den gewalttätigen Jungen ohnehin als gescheitert betrachtet. Er macht sich auf den Weg nach Lyon, wo er von der Comtesse eine Medaille für seine Dienste erhalten soll. Gerade angekommen erfährt er, dass das Internat brennt und Mondain aus dem Gefängnis entflohen ist. Eilig kehrt er zurück; zahlreiche besorgte Eltern haben sich bereits versammelt. In dem Moment kehrt Mathieu mit den Jungen aus dem Wald zurück, wo sie in Abwesenheit des Direktors die Unterrichtszeit mit einem Wandertag verbracht haben. Wegen Unterlassung der Aufsichtspflicht wird Mathieu entlassen. Rachin verbietet ihm außerdem, sich von seinen Schülern zu verabschieden. Enttäuscht verlässt Mathieu die Schule, wird aber auf den Gesang aufmerksam, der aus den offenen Fenstern der Schule erklingt. Die Jungen lassen Papierflieger in den Hof segeln, auf denen sie sich bei ihrem Lehrer bedanken. Mathieu ist berührt von dieser Geste und schöpft neue Hoffnung für seine Zukunft und die Zukunft seiner Schüler.
Hier enden die Tagebücher Mathieus. In der Gegenwart berichtet der erwachsene Morhange (in Rückblende mit Narration), wie es für ihn und seinen Freund weiterging: Morhange wird von seiner Mutter von der Schule genommen und geht mit ihr nach Lyon, wo er anschließend ein Konservatorium besucht. Der Ingenieur verlässt sie nach kurzer Zeit, aber Mutter und Sohn bleiben gemeinsam dort. Direktor Rachin wird wegen seines harschen Regiments entlassen, nachdem die Schüler als Zeugen gegen ihn ausgesagt haben. Als Mathieu das Internat verlässt und in den Bus steigen will, kommt Pépinot angerannt und bittet Mathieu, ihn mitzunehmen. Zuerst schickt Mathieu ihn zurück, ändert dann aber seine Meinung und lässt ihn doch einsteigen. Dieser Tag ist ein Samstag – damit hatte Pépinot recht behalten, denn an einem Samstag sollte ihn sein Vater abholen.

## Budget und Einnahmen
Les Choristes war eine Low-Budget-Filmproduktion im Vergleich zu den Einnahmen. Die Produktionskosten betrugen 5,3 Millionen Dollar. Nach anfänglichen Startschwierigkeiten mit Einnahmen von umgerechnet 40.027 Dollar in Frankreich in der ersten Woche stiegen die weltweiten Einnahmen durch Mundpropaganda auf 83,5 Millionen Dollar, obwohl der Film nur in wenigen Sprachen synchronisiert wurde. Hinzu kam der Verkauf der DVDs des Films und des späteren Konzertes in Paris mit ausverkauftem Konzertsaal, welches auch als DVD veröffentlicht wurde.

## Synchronisation
Der Film wurde bei der PPA Film in München synchronisiert. Mina Kindl schrieb das Dialogbuch und führte die Dialogregie.
| Rolle             | Schauspieler          | Synchronsprecher  |
| ----------------- | --------------------- | ----------------- |
| Clément Mathieu   | Gérard Jugnot         | Frank-Otto Schenk |
| Rachin            | François Berléand     | Reinhard Glemnitz |
| Chabert           | Kad Merad             | Udo Wachtveitl    |
| Père Maxence      | Jean-Paul Bonnaire    | Horst Sachtleben  |
| Violette Morhange | Marie Bunel           | Elisabeth Günther |
| Morhange (jung)   | Jean-Baptiste Maunier | Manuel Reuße      |
| Morhange (alt)    | Jacques Perrin        | Joachim Höppner   |
| Pépinot (jung)    | Maxence Perrin        | Maximilian Belle  |
| Pépinot (alt)     | Didier Flamand        | Peter Fricke      |
| Mondain           | Gregory Gatignol      | Clemens Ostermann |

## Kritik
Der Film wurde überwiegend positiv bewertet und erreichte ein Rotten-Tomatoes-Ranking von 68 %.

„Allen anderen sei ‚Die Kinder des Monsieur Mathieu‘ wärmstens ans Herz gelegt. Denn das Vereinnahmende an dem Film ist eben nicht sein Realismus, sondern vielmehr die Warmherzigkeit, mit der Regisseur und Autor Christophe Barratier durch die Geschichte führt. Auch wenn der Weichzeichner allgegenwärtig ist, ändert das nichts an der emotionalen Kraft, die das optimistische Drama ausstrahlt und es nach Die fabelhafte Welt der Amélie zu dem französischen Feel-Good-Movie der vergangenen Dekade macht.“

„Dieser ‚Klassizismus‘ ist freilich sehr unterhaltsam. Die 95 Filmminuten rauschen wahrlich an unseren Augen und Ohren vorbei, langweilen keine Sekunde und hinterlassen einen schönen, vielleicht sentimentalen Eindruck. Ein tiefer Eindruck ist es aber nicht.“

„Über sechs Millionen Franzosen verliebten sich in diese zu Herzen gehende Betrachtung einer Zeit voller Schmerz und Verzweiflung, Freude, Freundschaft und wildem Entdeckungswillen.
Der Versuch, trotz widriger Umstände dem Leben ein Stückchen Glück abzutrotzen, wird hier zur zärtlichen Ode an die Kindheit mit ihrem Hoffen und Bangen, an die Jahre voller Sehnsucht, die uns prägen und auch als Erwachsene nie loslassen.“

## Wissenswertes
- Das Orchesterwerk, das der Dirigent zu Beginn des Films einspielen lässt, ist der Walzer Künstlerleben von Johann Strauss Sohn. Das gleiche Werk ist auch in einer Sequenz des Anti-Kriegs-Dramas Wege zum Ruhm von Stanley Kubrick zu hören.
- Regisseur Christophe Barratier ist wie die Figur Clément Mathieu im Film ein erfolgloser Musiker. Er ist ausgebildeter Gitarrist und hat auch einige der im Film gesungenen Lieder (mit-)komponiert.
- An der Produktion war fast die gesamte Familie des Produzenten Jacques Perrin beteiligt: sein Neffe als Regisseur, seine Frau als dessen Assistentin, sein Sohn als Darsteller des Jungen Pepinot, seine Schwester als Pressebeauftragte und er selbst als Darsteller des erwachsenen Pierre Morhange.
- Die Klavierstimme von Vois sur ton chemin wurde von Christina Aguilera in der Single Oh Mother vom Album Back to basics teilweise übernommen.
- Drehort war unter anderem das Schloss Ravel im Département Puy-de-Dôme.
- Vergleichbare Filme mit ähnlicher Handlung, in denen unkonventionelle Lehrer in einem pädagogischen Experiment den menschlichen Zugang zu den Schülern über die Magie der Musik beziehungsweise der Literatur suchen, sind Der Club der toten Dichter von 1989 und School of Rock von 2003.
- Eine Techno-Version von Vois sur ton chemin des deutschen DJs Bennett erreichte im Jahr 2023 die Top 10 der Charts in Deutschland, Österreich und der Schweiz.

## Soundtrack
Die gespielten/gesungenen Lieder lauten in der Reihenfolge des Filmes:
1. Nous sommes de Fond de l’Étang
2. Vois sur ton chemin
3. Caresse sur l’océan
4. Lueur d’été
5. Kyrie
6. Cerf-Volant
7. La nuit, Musik von Jean-Philippe Rameau
8. Maréchal, nous voilà

## Auszeichnungen

### Nominierungen
- Oscarverleihung 2005
  - Bester Filmsong Vois sur ton chemin
  - Bester fremdsprachiger Film

- British Academy Film Awards 2005
  - Bester nicht-englischsprachiger Film
  - Bestes adaptiertes Drehbuch
  - Anthony Asquith Award for Film Music

- César 2005
  - Bester Film
  - Beste Regie
  - Bester Hauptdarsteller – Gérard Jugnot
  - Bestes Erstlingswerk
  - Bestes Szenenbild
  - Bester Nebendarsteller – François Berléand

- Goya 2006
  - „Bester europäischer Film“

### Auszeichnungen
- Europäischer Filmpreis 2004
  - Beste Filmmusik

- César 2005
  - Beste Filmmusik
  - Bester Ton